# میلیندا هناوی
میلیندا هناوی (انگلیسی: Mélinda Hennaoui؛ زادهٔ ۱۸ مارس ۱۹۹۰) بازیکن والیبال زن اهل الجزایر است.